# Мойер, Иван Филиппович
Ива́н Фили́ппович Мо́йер (10 [21] марта 1786, Ревель, Российская империя — 1 [13] октября 1858, Бунино, Болховский уезд, Орловская губерния, Российская империя) — хирург, профессор, декан медицинского университета и ректор Императорского Дерптского университета, действительный статский советник.

## Биография
Происходил из голландской семьи, переселившейся в Россию. Сын пастора в Ревеле. Сначала изучал богословие в Дерптском университете (1803—1805). По окончании университета отправился за границу для изучения медицины. Был слушателем Геттингенского университета, а затем в Павийском университете занимался хирургией у А. Скарпи. В Павии получил степень доктора хирургии. Работал в госпиталях Милана и Вены под руководством профессора И. Руста.
Время возвращения Мойера на родину совпало с Отечественной войной 1812 года, и он смог сразу же применить свои знания в военных госпиталях. Под конец войны Мойер работал помощником заведующего госпиталем в Дерпте. Получил степень доктора медицины и хирургии (1813) в Дерптском университете, защитив диссертацию «De polsu, patholigisu considerato». Занимался практической хирургией. С 1815 года — ординарный профессор и руководитель кафедры хирургии Дерптского университета. В 1817, 1823, 1827 и 1830 годах избирался деканом медицинского факультета, а в 1834/1835 академическом году был ректором университета. В 1828 году при университете был открыт Профессорский институт и Мойер «был ревностным руководителем его слушателей».
Его учениками были: Н. И. Пирогов, В. И. Даль, Ф. И. Иноземцев, А. М. Филомафитский.
Уйдя 9 марта 1836 года в отставку, Мойер передал кафедру хирургии Н. И. Пирогову и переехал в имение своей дочери Бунино в Орловской губернии. В конце жизни перешёл в православие.
В январе 1817 года в Дерпте женился на племяннице В. А. Жуковского, Марии Андреевне Протасовой, которая через шесть лет совместной жизни умерла при родах.